# Takashi Ozaki
Pour les articles homonymes, voir Hasegawa.
Pas d'image ? Cliquez ici
Takashi Ozaki (尾崎隆, Ozaki Takashi) est un alpiniste japonais (1952-2011).

## Éléments biographiques
Takashi Ozaki est né à Kameyama dans la préfecture de Mie.
Il est surtout connu pour avoir réalisé aux côtés de Tsuneo Shigehiro la première ascension de la face nord de l'Everest le 10 mai 1980. En 1983, il réalise une seconde ascension, cette fois hivernale de l'Everest (décembre).
En 1996, Ozaki réussit la première ascension du très isolé Hkakabo Razi, point culminant du Myanmar aux côtés du grimpeur birman Niyma Gyaltsen.
Ozaki trouve la mort sur la face sud de l'Everest en mai 2011 à environ 8 600 m alors qu'il rebroussait chemin sans avoir atteint le sommet.

## Principales ascensions
- Everest (×2) : 1980 et 1983
- Broad Peak : 1977
- Manaslu : 1981
- Lhotse
- Kangchenjunga : 1984
- Makalu : 2001
- Dhaulagiri
- Island Peak
- Hkakabo Razi
- Shishapangma : 1986
- Mont McKinley : 1979

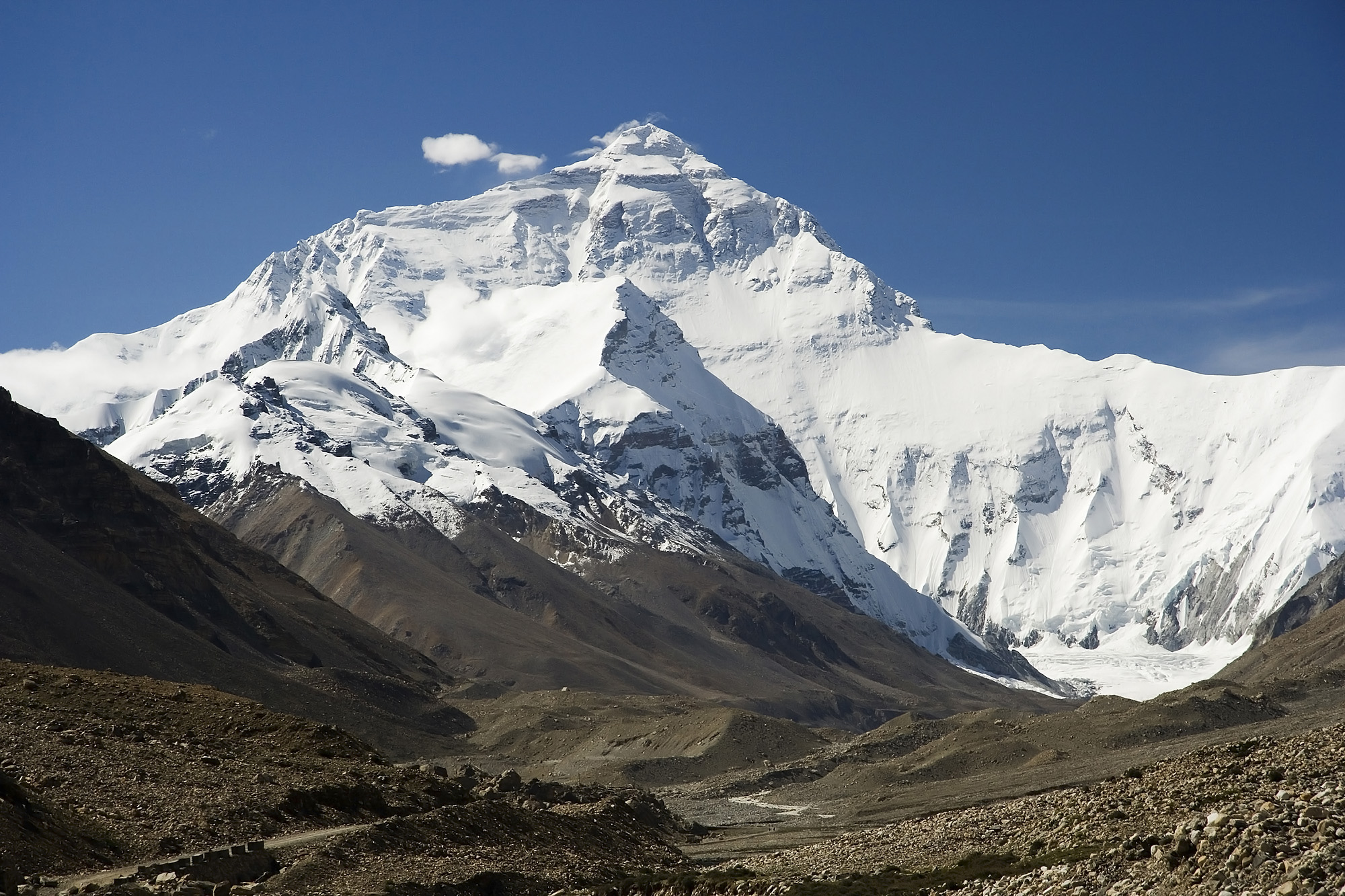
La face nord de l'Everest.
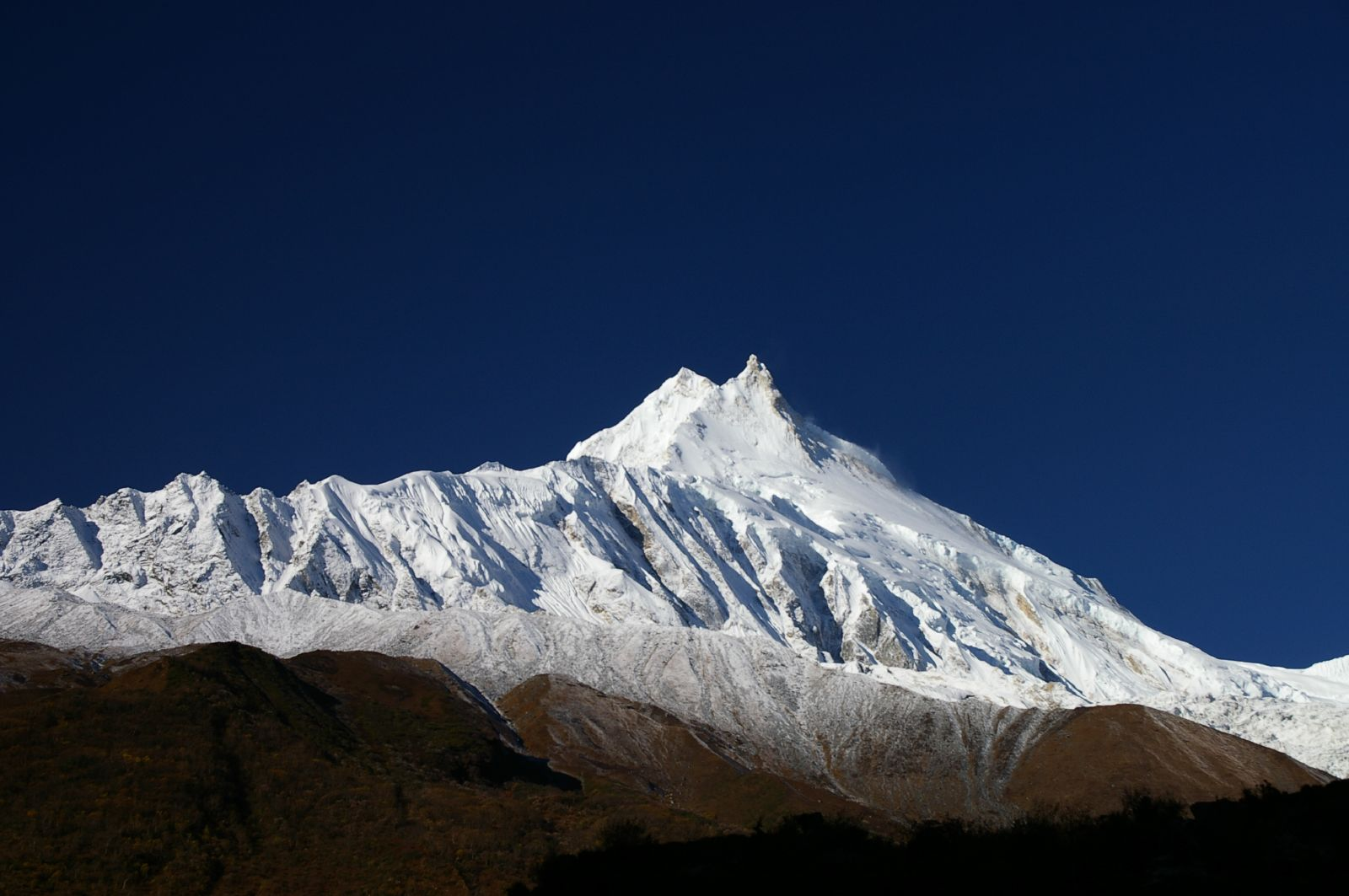
Le Manaslu.